# Oldsmobile Achieva
La Achieva è un'autovettura compact prodotta dalla Oldsmobile dal 1992 al 1998.

## Il contesto
Era montata sul pianale N della General Motors, che condivideva con le generazioni contemporanee della Pontiac Grand Am e della Buick Skylark. Altri modelli che erano basati sulla stessa piattaforma, furono la Cutlass (più precisamente la serie fabbricata dal 1997 al 1999), la Alero (che la sostituì e fu prodotta dal 1998 al 2004) e la Chevrolet Malibu (la settima generazione prodotta dal 1997 al 2003). La Achieva era un modello a trazione anteriore e con motore montato nell’avantreno. Sostituì la Calais, che fu anch'essa una vettura montata sul suddetto pianale, nel 1992. La Achieva venne offerta in versione quattro porte berlina e due porte coupé.
Erano quattro i livelli di allestimento offerti, S, SC, SL e SCX. Quest'ultimo era la versione ad alte prestazioni dell'allestimento SC, ed era equipaggiato con il motore a quattro cilindri in linea non sovralimentato più potente della gamma Quad 4 che la General Motors abbia mai prodotto, il W41. Esso era la versione speciale di un altro propulsore, conosciuto come LGO. Il W41, che era da 2,3 L di cilindrata e 185/190 CV di potenza (che variava in base agli anni di produzione), era accoppiato con una trasmissione speciale a cinque velocità costruita dalla Getrag, che era collegata a sua volta ad un differenziale speciale, il quale trasferiva la coppia alle ruote con una miglior trazione. Altri motori disponibili furono l’LGO, che era da 170/175/180 CV (secondo gli anni di produzione), l’LD2, che erogava 160 BHP, l’LD9 da 2,4 L e 150 BHP, oltre a due motori V6, vale a dire un General Motors da 3,1 L ed un Buick da 3,3 L. I primi tre appartenevano al gruppo di motori Quad 4, mentre i due elencati per primi avevano una cilindrata da 2,3 L.
Le dimensioni variavano in base al periodo in cui gli esemplari vennero prodotti. La lunghezza fu di 4.773 mm dal 1992 al 1995 e di 4.770 mm dal 1996 al 1998, mentre la larghezza fu di 1.715 mm dal 1992 al 1993, 1.742 mm dal 1994 al 1998 e 1.730 mm per la berlina (dal 1996 al 1998). L'altezza fu invece di 1.351 mm dal 1992 al 1993 e 1.359 mm dal 1994 al 1998.
Gli ultimi esemplari di Achieva destinate ai concessionari furono venduti nel 1997, ma le rimanenti berline vennero cedute alle compagnie di noleggio nel 1998, anche se furono prodotte l'anno precedente. Il modello venne sostituito dalla Alero nel 1999.
La Achieva venne prodotta negli stabilimenti di Lansing, nel Michigan, in 347.739 esemplari.

## Storia

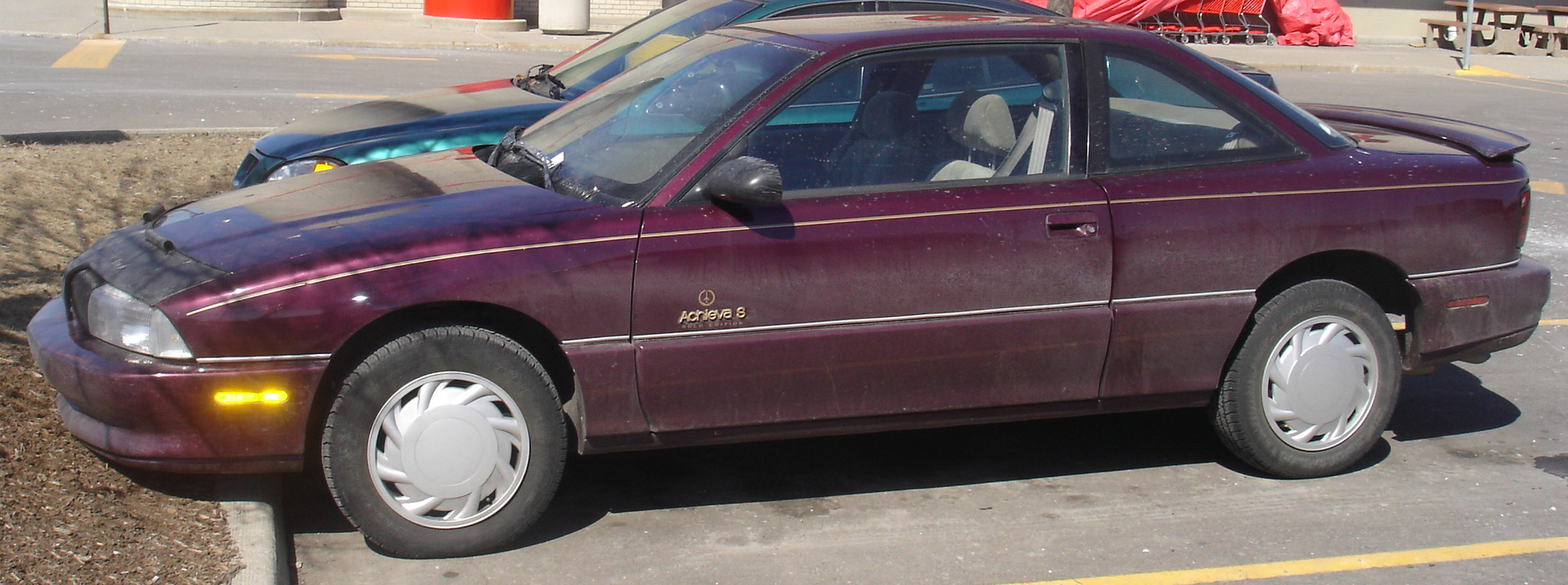
Una Oldsmobile Achieva S Gold Edition coupé del 1993

La Achieva fu presentata per la prima volta al pubblico nel 1991 al Salone dell'automobile di Chicago come concept car. L'obbiettivo era quello di sostituire la Calais, ed infatti entrambi i modelli condividevano la trazione anteriore ed il passo. L'anno seguente, la Achieva entrò in produzione. Fu offerta in quattro diversi livelli di allestimento: S, SL (entrambi disponibili in versione due e quattro porte), la sportiveggiante SC e la coupé SCX. La S era l'allestimento base, e fu commercializzata con un motore a quattro cilindri e ed albero a camme in testa, che erogava 120 CV di potenza. La SL possedeva invece un propulsore da 160 CV, che era un optional sulla versione S. Sulla SL era opzionale un motore V6 da 3,3 L, sempre di 160 CV. La versione SC, che era la coupé, aveva installato un propulsore da 180 CV a cui era accoppiata una trasmissione manuale a cinque rapporti, oppure un cambio automatico a tre velocità.

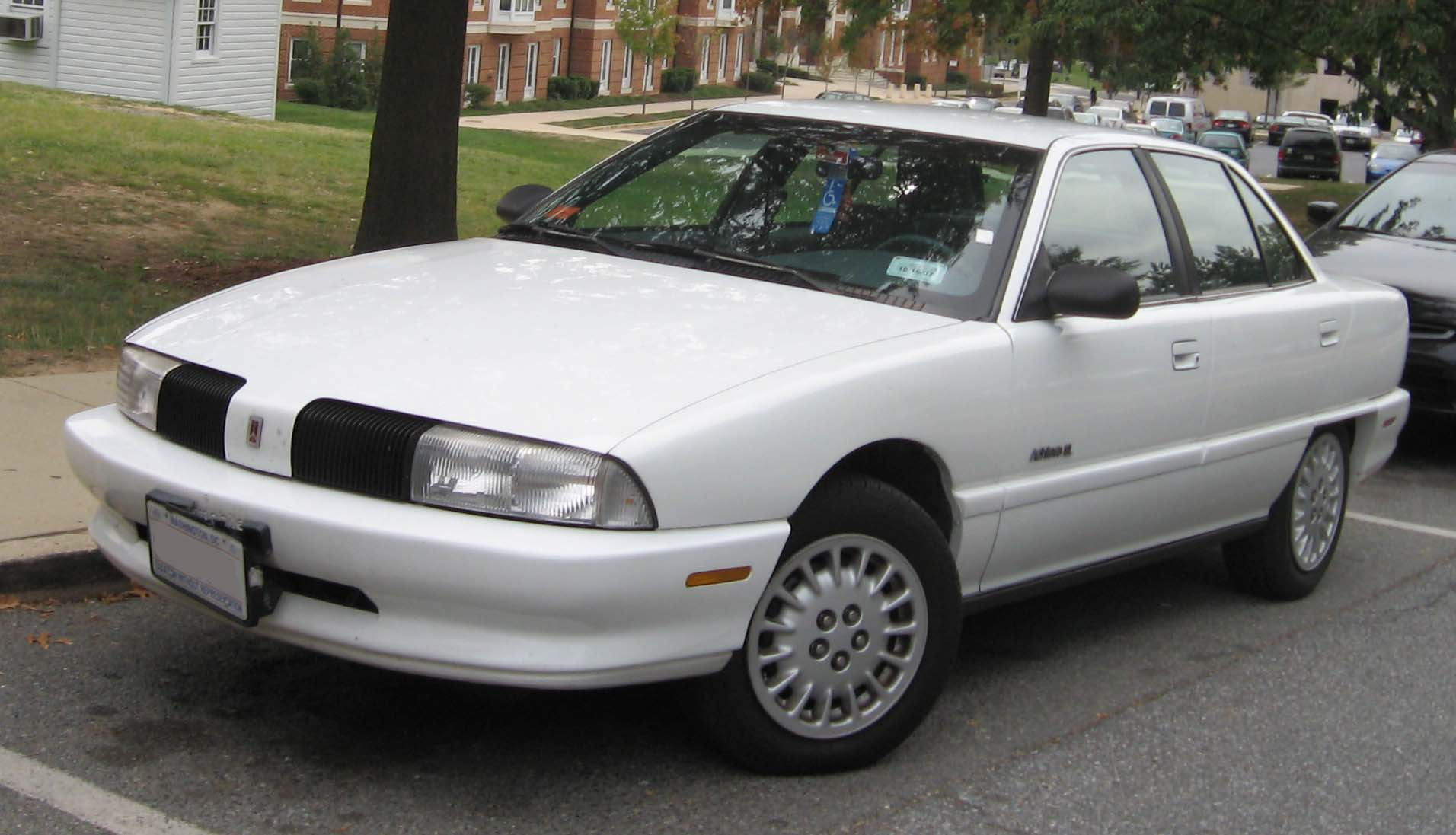
Una Oldsmobile Achieva SL berlina

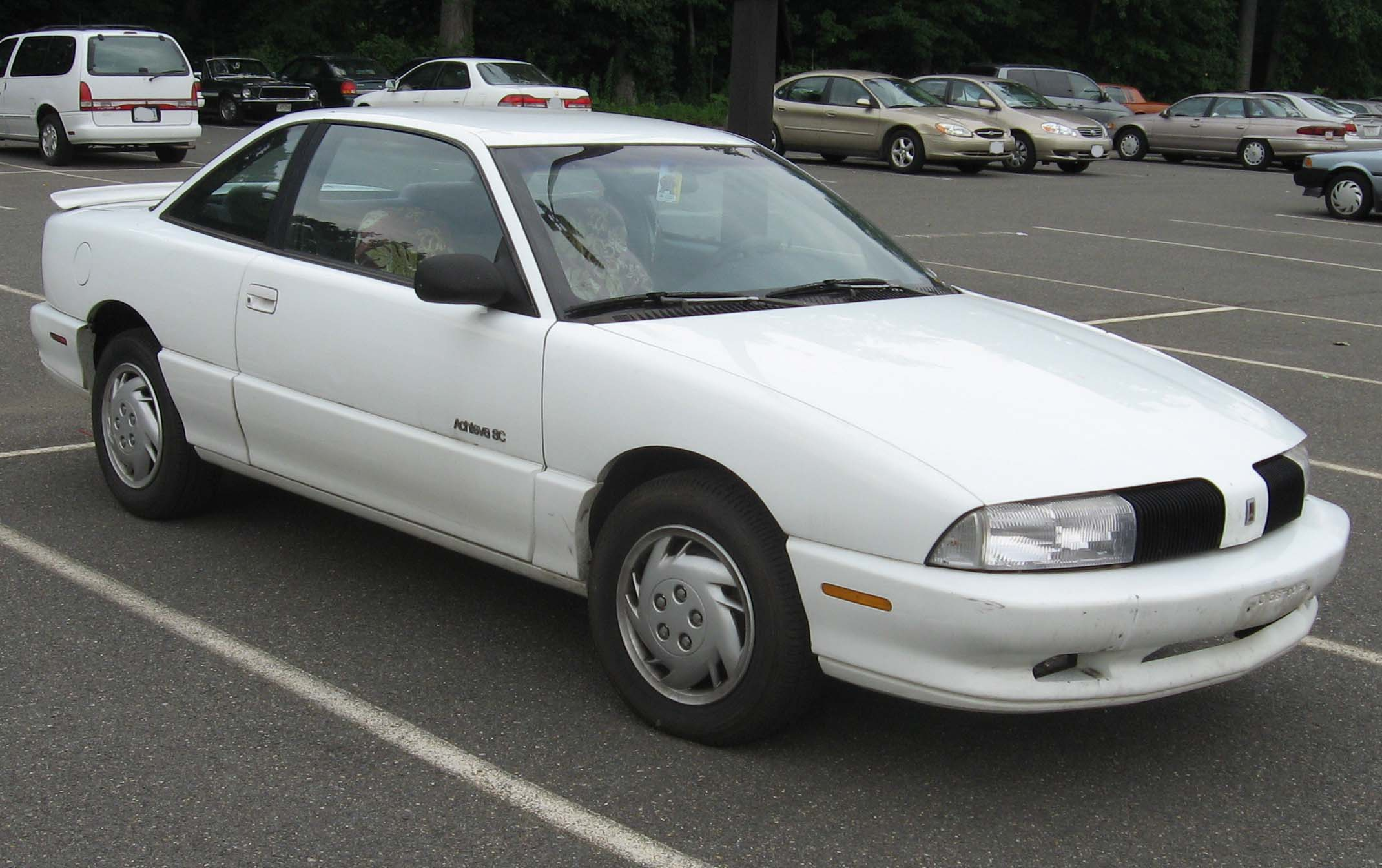
Una Oldsmobile Achieva SC coupé

Una caratteristica peculiare, che era un'esclusiva per le Achieva berlina, fu la presenza di passaruota carenati. Essi erano infatti relativamente comuni sulle grandi vetture, ma non sulle compact. La simile Buick Skylark, versione berlina e coupé, montava anch'essa passaruota carenati.
Nel 1993, ai motori della Achieva venne ridotta la potenza perché erano state emanate leggi più stringenti sulle emissioni inquinanti. Inoltre, tutti gli allestimenti erano caratterizzati da una potenza inferiore di 5 CV se abbinati ad una trasmissione con cambio automatico. L'anno seguente fu disponibile di serie l'airbag lato conducente e la cilindrata del motore V6 venne ridotta da 3,3 L a 3,1 L. Le trasmissioni disponibili furono una manuale a cinque rapporti e due automatiche, di cui una a tre velocità (la Turbo-Hydramatic 125) e l'altra a quattro rapporti.
Nel 1995 fu commercializzato un solo tipo di allestimento, l'S, disponibile in versione berlina o coupé. L'allestimento S si divideva ulteriormente in due gruppi in base all'equipaggiamento, la Serie I e la Serie II. Diventarono di serie l'airbag lato passeggero, l'impianto frenante con ABS e l'aria condizionata. Gli unici motori disponibili furono il quattro cilindri in linea Quad 4 da 2,3 L ed il V6 da 3,1 L.
Nel 1996 furono rivisti completamente gli interni e il cruscotto, che venne dotato di una nuova strumentazione. Il nuovo motore che rimpiazzò il Quad 4 da 2,3 L, e che stava alla base della gamma offerta, era un quattro cilindri in linea da 2,4 L di cilindrata e doppio albero a camme in testa. L'ultimo anno di produzione della Achieva arrivò improvvisamente come l'anno in cui venne introdotta. L'ultimo esemplare di Achieva venne fabbricato il 4 dicembre 1997. Il modello che sostituì la Achieva fu la Alero.

## Allestimenti e motori

### Allestimenti
4-porte berlina (1992–1998):
- S - 1992–1995
- SL - 1992–1994; 1996–1998

2-porte coupé (1992–1997):
- S - 1992–1995
- SC - 1992–1993
- SCX - 1992–1993

### Motori
- 1992–1994 Quad 4 a quattro cilindri in linea da 2,3 L di cilindrata, 115 CV di potenza e 190 N•m di coppia.
- 1992–1995 Quad 4 a quattro cilindri in linea da 2,3 L, 155-160 CV e 200 N•m
- 1992–1994 Quad 4 a quattro cilindri in linea da 2,3 L, 175-180 CV e 220 N•m
- 1992–1993 Quad 4 a quattro cilindri in linea da 2,3 L, 185-190 CV e 220 N•m (la SCX invece montava il W41)
- 1992–1993 3300 V6 da 3,3 L, 160 CV e 251 N•m
- 1994–1998 3100 V6 da 3,1 L, 160 CV e 251 N•m
- 1996–1998 Quad 4 LD9 a quattro cilindri in linea da 2,4 L, doppio albero a camme in testa, 150 CV e 200 N•m

## Esemplari prodotti
- 1992: 77.456
- 1993: 48.235
- 1994: 62.092
- 1995: 57.263
- 1996: 35.270
- 1997: 49.503
- 1998: 17.920

Totale: 347.739 esemplari